# 海神的回聲
《海神的回聲》是Image Labo開發的一款解謎遊戲。遊戲在日本遊戲開發活動「Unity一週Game Jam」中完成，免費在網絡上發佈，之後登陸Steam、itch.io和BOOTH。遊戲的手機版由扑家工作室於2022年12月25日發行。

## 遊戲系統
故事的舞台是一座廢棄島嶼的一角，有一座燈塔和一棟廢棄的小屋。玩家扮演循著海對岸的聲音來到此地的主人公，主人公發現燈塔上有一個面向海對岸的擴聲器，於是打算利用擴聲器回應對岸的演奏者。玩家可以收集散落在島上的物件，如樹枝、玻璃瓶等，利用這些物件模擬出與對岸傳來的聲音。對岸的聲音會越來越複雜，玩家需要組合不同的物件，組合出一樣的聲音。

## 開發及發行
Image Labo在2022年5月由Unityroom舉行的「Unity一週Game Jam」中創作了《海神的回聲》，遊戲使用Unity進行開發，由來自Heaviside Creation的負責程序和設計，負責美術，二宮裕司負責音樂和音效。三人用了11天完成了遊戲的開發，並在5月12日於Unityroom上免費公佈了作品。在創作時以通過各類細節的描述在遊戲中塑造出不可思議的氣氛，遊戲中設定使用日常用品來進行演奏，是為了以新的視角去看人們度過日常生活。7月9日，遊戲在Steam免費發佈，同時也登陸itch.io和BOOTH。遊戲的手機版由扑家工作室負責發行，11月展開預約，12月25日正式推出。

## 評價
遊戲在Unityroom參與的Game Jam活動中，獲得綜合部門第四名，美術和音樂部門第一名。遊戲在Steam發行後獲得極度好評。遊戲的通關時間不過10到30分鐘，作品的音樂和美術獲得不少評論家正面的評價。評論家給與作品手繪的畫風好評，評論員在Polygon上推薦該作，評價作品是「精美的動畫風格遊戲」。電faminicogamer編輯也指出雖然遊戲整體設計相當簡約，但是美術品質很高。
評論家對遊戲的謎題設計評價不一，INSIDE的評論家蒼真表示完成遊戲中的音樂謎題能獲得不少成就感。編輯納谷英嗣則批評遊戲體量太小，謎題太少。

## 外部連結
- 官方网站（日語）